# Stuart Baxter
Stuart Baxter (født 16. august 1953) er en tidligere engelsk fodboldspiller og træner, der blandet andet har været træner for Sydafrika.